# Sparrmannia gorilla
Sparrmannia gorilla är en skalbaggsart som beskrevs av Max Gemminger och Edgar von Harold 1869. Sparrmannia gorilla ingår i släktet Sparrmannia och familjen Melolonthidae. Inga underarter finns listade i Catalogue of Life.